# Літчфілд (Мічиган)
Літчфілд (англ. Litchfield) — місто (англ. city) в США, в окрузі Гіллсдейл штату Мічиган. Населення — 1399 осіб (2020).

## Географія
Літчфілд розташований за координатами 42°2′27″ пн. ш. 84°45′18″ зх. д. / 42.04083° пн. ш. 84.75500° зх. д. (42.040942, -84.754955).  За даними Бюро перепису населення США в 2010 році місто мало площу 6,56 км², з яких 6,47 км² — суходіл та 0,10 км² — водойми.

## Демографія
Згідно з переписом 2010 року, у місті мешкало 1369 осіб у 559 домогосподарствах у складі 365 родин. Густота населення становила 209 осіб/км².  Було 616 помешкань (94/км²).
Расовий склад населення:
| - 96,9 % — білих - 0,7 % — корінних американців - 0,3 % — чорних або афроамериканців - 0,1 % — азіатів - 1,1 % — осіб інших рас |

До двох чи більше рас належало 0,9 %. Частка іспаномовних становила 2,9 % від усіх жителів.
За віковим діапазоном населення розподілялося таким чином: 25,6 % — особи молодші 18 років, 59,4 % — особи у віці 18—64 років, 15,0 % — особи у віці 65 років та старші. Медіана віку мешканця становила 38,4 року. На 100 осіб жіночої статі у місті припадало 99,3 чоловіків;  на 100 жінок у віці від 18 років та старших — 96,5 чоловіків також старших 18 років.
Середній дохід на одне домашнє господарство  становив 43 370 доларів США (медіана — 36 750), а середній дохід на одну сім'ю — 49 918 доларів (медіана — 45 234). За межею бідності перебувало 25,9 % осіб, у тому числі 41,7 % дітей у віці до 18 років та 1,7 % осіб у віці 65 років та старших.
Цивільне працевлаштоване населення становило 569 осіб. Основні галузі зайнятості: виробництво — 40,4 %, роздрібна торгівля — 10,7 %, освіта, охорона здоров'я та соціальна допомога — 9,1 %.